# Reyhan Yılmaz
Reyhan Yılmaz, née le 18 novembre 2001, est une joueuse de goalball paralympique turque avec une déficience visuelle. Elle est membre de l'équipe nationale qui a participé aux Jeux Paralympiques d'été de 2024.
Elle a remporté la médaille d'argent aux Championnats d'Europe de goalball 2017 à Lahti, en Finlande. Aux Championnats du monde de goalball 2018 à Malmö, en Suède, elle a également remporté la médaille d'argent.

## Distinctions

### International
- Championnats d'Europe de goalball IBSA à Lahti, en Finlande.
- Championnats du monde de goalball 2018 à Malmö, en Suède
- Jeux paralympiques d'été 2020 à Tokyo, au Japon
- Championnats d'Europe de goalball IBSA 2021 à Samsun, en Turquie.